# Сабахудін Ковачевич
Сабагудін Ковачевич (словен. Sabahudin Kovačevič; народився 26 лютого 1986 у м. Єсениці, Югославія) — словенський хокеїст, захисник. Виступає за ХК «Аллеге» у Серії А.
Вихованець хокейної школи ХК «Єсеніце». Виступав за ХК «Єсеніце», ХК «Кранська Гора», ХК «Азіаго».
У складі національної збірної Словенії учасник чемпіонатів світу 2009 (дивізіон I), 2010 (дивізіон I) і 2011. У складі молодіжної збірної Словенії учасник чемпіонатів світу 2005 (дивізіон I) і 2006 (дивізіон I). У складі юніорської збірної Словенії учасник чемпіонату світу 2004 (дивізіон I).
Чемпіон Словенії (2006, 2008, 2009, 2010).